# Marko Marinović
Marko Marinović (in serbo Марко Мариновић?; Čačak, 15 marzo 1983) è un ex cestista e allenatore di pallacanestro serbo.

## Carriera
Con la Serbia e Montenegro ha disputato i Campionati mondiali del 2006.

## Palmarès
- Coppa di Serbia e Montenegro: 1

FMP Železnik: 2005
- Lega Adriatica: 1

FMP Železnik: 2005-06
- Liga catalana: 1

Girona: 2006
- FIBA EuroCup: 1

Girona: 2006-07
- Eurocup: 1

Valencia: 2009-10